# Célé
Der Célé ist ein Fluss in Frankreich, der in den Regionen Auvergne-Rhône-Alpes und Okzitanien verläuft. Der Name Célé leitet sich vom lateinischen celer ab und bedeutet so viel wie schnell.

## Verlauf
Der Célé entspringt im Gemeindegebiet von Calvinet, entwässert generell Richtung Südwest, erreicht in seinem Unterlauf den Regionalen Naturpark Causses du Quercy und mündet nach rund 104 Kilometern im Gemeindegebiet von Bouziès als rechter Nebenfluss in den Lot. Auf seinem Weg durchquert er die Départements Cantal und Lot.

## Orte am Fluss
- Saint-Constant
- Bagnac-sur-Célé
- Figeac
- Saint-Sulpice
- Marcilhac-sur-Célé
- Cabrerets

## Sehenswürdigkeiten
Auf seinen letzten ca. 50 Flusskilometern verläuft der Fluss in spektakulären Schleifen zwischen hohen Kalksteinwänden, an die sich Dörfer schmiegen.